# Двадцять одне (фільм)
«Двадцять одне» (англ. 21: The Movie) — американський художній фільм 2008 року. Фільм вийшов на екрани в США 28 березня і 17 квітня 2008 року в Україні. Фільм є екранізацією відомого роману Бена Мезріча «Удар по казино» і базований на реальних подіях: пригодах студентів університету, які вигравали у Лас-Вегасі мільйони доларів.

## Головні ролі
- Джим Стерджесс — Бен Кемпбелл
- Кевін Спейсі — Мікі Роза
- Кейт Босворт — Джил Тейлор
- Лоренс Фішберн — Коул Вільямс
- Аарон Йу — Чой
- Ліза Лапайра — Кіанна
- Сем Гользарі — Кем Казазі
- Джейкоб Піттс — Фішер

## Сюжет
Сюжет фільму базований на романі американського письменника Бена Мезріча — «Удар по казіно» (Bringing Down the House). В основу роману і фільму, сценарій якого написав Мезріч покладені справжні пригоди шістьох студентів університету, які вигравали у Лас-Вегасі мільйони доларів. У середині 90-х років студенти Массачусетського індустріального університету працювали командою у казино Лас-Вегаса. Маючи неабиякі математичні здібності, вони рахували карти і на основі цього робили свої ставки. На відміну від роману, де головний герой й усі інші дійові особи — вихідці з Далекого сходу, у фільмі знялися американські і англійські актори, такі як Кевін Спейсі та англійський актор Джим Стерджесс.
Студент університету, двадцятиоднорічний Бен Кемпбелл має математичний дар і мріє про навчання у престижному Гарвардському університеті. На навчання не вистачає грошей і він намагається переконати приймальну комісію надати йому стипендію. Його здібності привертають увагу викладача університету Мікі Роза, який запрошує його до групи студентів, які під його керівництвом на вихідних грають у Лас-Вегасі. Хоча він спочатку відмовляється, іншому члену команди Джилл Тейлор вдається його переконати долучитися до команди професора Роза.
Оволодівши таємними знаками, за допомогою котрих вони подають інформацію одне одному, студенти виграють великі гроші. Хоча рахування карт не є протизаконним, все ж вони мусять остерігатися керівника служби безпеки казино — Коула Вільямса, який має хист вираховувати незвичну поведінку відвідувачів, коли казино втрачає гроші. Бен швидко заробляє гроші, необхідні для навчання, але не може зупинитися. Забувши про безпеку, Бен робить декілька помилок і в результаті заживає собі ворога в особі професора Роза, якому не подобається незалежність Бена. Коли хлопець хоче грати без викладача, той здає його охороні казино — і хлопця нещадно б'є охоронець Вільямс. До того ж, в університеті професор організовує обшук в його гуртожитку і краде його зароблені гроші, ставить незадовільну оцінку з математики. В результаті Бен втратив все: і гроші, і надію на навчання в Гарварді, однак за допомогою Вільямса він заманює в пастку професора Роза. Його надзвичайні пригоди в казино настільки вражають приймальну комісію Гарварда, що він отримує стипендію.